# Топалович, Петр
Пётр Топалович (серб. Петар Топаловић; 14 сентября 1840 — 20 августа 1891) — сербский генерал, министр обороны, министр строительства Королевства Сербия и начальник Военной академии.

## Биография

### Ранняя жизнь и военная карьера
Петар Топалович родился 14 сентября 1840 года в Крагуеваце. Он сын Милосава Топаловича и Анки Ненадович, внук Еврема Ненадовича и правнук Якова Ненадовича. Он был женат на Ленке, дочери Георгия Пантелича, купца из Сремской Митровицы. У него были сын Милосав, дочери Драгиня и Анка. Дочь Драгини была замужем за лейтенантом Любомиром Покорным.
Он обучался в начальной школе частным образом. Окончил 4 класса гимназии в Белграде, а после этого, в 1855 году, поступил в Артиллерийскую школу (Военную академию) в Белграде. В 1860 году он был произведен в лейтенанты. Сначала до декабря 1861 года он был сержантом в пехотной роте. С 1861 по 1863 год состоял статс-юнкером в Пруссии, в Потсдаме и Берлине, в гвардейских частях. Он покинул армию по собственной инициативе в январе 1863 года вместе с Савой Груичем и Димитрием Джуричем, потому что их просьба вернуться в Сербию после инцидента с фонтаном Чукур не была удовлетворена. За свой счет отправился в Париж. С 1864 по 1866 год он был кадетом Французской академии Генерального штаба. В 1867 году он провел семь месяцев в качестве государственного кадета на топографическом факультете в Париже.
Он вернулся на гражданскую службу в 1867 году, поэтому с 1867 по 1868 год был сержантом артиллерии, а затем несколько месяцев служил в общем военном ведомстве Министерства обороны и был помощником Михаила Обреновича. После этого, с 1868 по 1873 год, он был штабным офицером Шабацкого округа. В 1873 году он был произведен в капитаны Генерального штаба. С 1873 по 1875 год он преподавал историю военного искусства и стратегии в Военной академии в качестве профессора. В 1875 году произведен в майоры. С 1874 по 1876 год он был начальником штаба артиллерийской бригады, а с 1876 года и до начала Первой сербско-турецкой войны начальником генерального штаба артиллерийской бригады. Тимокский дивизионный район.

### Сербско-турецкие войны
Во время Первой сербско-турецкой войны 1876 года он был начальником штаба Тимокской армии. С октября 1876 года находился в штабе Михаила Черняева, сначала начальник штаба 4-го корпуса, затем начальник штаба Тимок-Моравской армии, а затем начальник штаба Тимокского корпуса. 22 октября 1876 года произведен в подполковники. В начале Второй сербско-турецкой войны в декабре 1877 года он был командиром Дунайской дивизии Тимокского корпуса. Он выступал с Дунайской дивизией от Грамады до Ниша. Его дивизия была нанята, чтобы блокировать Ниш с северо-востока. Во время освобождения Ниша его дивизия вела сильный артиллерийский огонь по турецким укреплениям у Виника с целью облегчить наступление Сумадийского корпуса. С 15 января по 21 октября 1878 года — командир Ибарской дивизии.

### Министр строительства и обороны
До апреля 1880 года служил в Генеральном штабе и был профессором Военной академии. В 1881 году произведен в полковники. С апреля 1880 года по сентябрь 1885 года он был начальником отдела Генерального штаба Генерального штаба. Участвовал в Сербско-болгарской войне 1885 года в качестве командира Моравской дивизии. После поражения сербов при Сливнице он заменил его 2 декабря 1885 года Йованом Петровичем на посту начальника штаба Верховного Главнокомандования. В марте 1887 года произведен в генералы. С 4 апреля 1886 года по 17 февраля 1887 года он был министром строительства в правительстве Милютина Гарашанина. После этого он был министром обороны в том же правительстве с 17 февраля по 13 июня 1887 года. В ноябре 1887 года назначен командующим Моравским дивизионным районом. С 1886 по 1890 года был профессором Военной академии. Он был директором Военной академии дважды, с 13 марта по 4 апреля 1886 года и снова с 8 апреля 1889 года до своей смерти в 1891 году.
Опубликовал несколько статей в «Ратнике» и «Войине». Он перевел с немецкого: «Солдат на земле» (1875 г.) и с «Шерфа» «Несколько боевых инструкций» (1876 г.). Он перевел с французского «Стратегию Виала» (1876 г.).

### Награды
Награжден отечественными наградами, орденом Креста 1-й и 2-й степеней, Золотой медалью «За отвагу», Военным мемориалом «За освобождение и независимость 1879—1878 гг.». Памятник войне 1885—1886 гг. и Орден Офицерского Креста Легиона Части (Франция и Орден Железной Короны 2-го Ордена) (Австрия).
Он умер в Белграде 20 августа 1891 года.